# Nicolò Fagioli
Nicolò Fagioli (ur. 12 lutego 2001 w Piacenzy) – włoski piłkarz występujący na pozycji pomocnika.

## Kariera klubowa
Wychowanek klubów Piacenza, Cremonese i Juventus. Karierę piłkarską rozpoczął 14 września 2018 w młodzieżowej drużynie Juventus U-23, a 22 lutego 2021 roku zadebiutował w Serie A w koszulce Juventusu w wygranym 3:0 meczu przeciwko FC Crotone. 31 sierpnia 2021 roku został wypożyczony do Cremonese.
W dniu 17 października 2023 roku Włoski Związek Piłki Nożnej nałożył siedmiomiesięczny zakaz na Fagioli za naruszenie zasad zakładów sportowych.

## Kariera reprezentacyjna
W reprezentacji Włoch zadebiutował 16 listopada 2022 w wygranym 3:1 meczu towarzyskim z Albanią. Wcześniej bronił barw juniorskiej i młodzieżowej reprezentacji.

## Sukcesy

### Sukcesy klubowe
Juventus
- mistrz Serie A: 2018/19
- zdobywca Coppa Italia: 2020/21
- zdobywca Supercoppa Italiana: 2020

### Sukcesy indywidualne
- Najlepszy młody piłkarz sezonu w Serie A: 2022/2023